# Osteocephalus subtilis
Osteocephalus subtilis és una espècie de granota que es troba al Brasil i, possiblement també, a Bolívia i el Perú.
Està amenaçada d'extinció per la pèrdua del seu hàbitat natural.